# Smerek (szczyt)

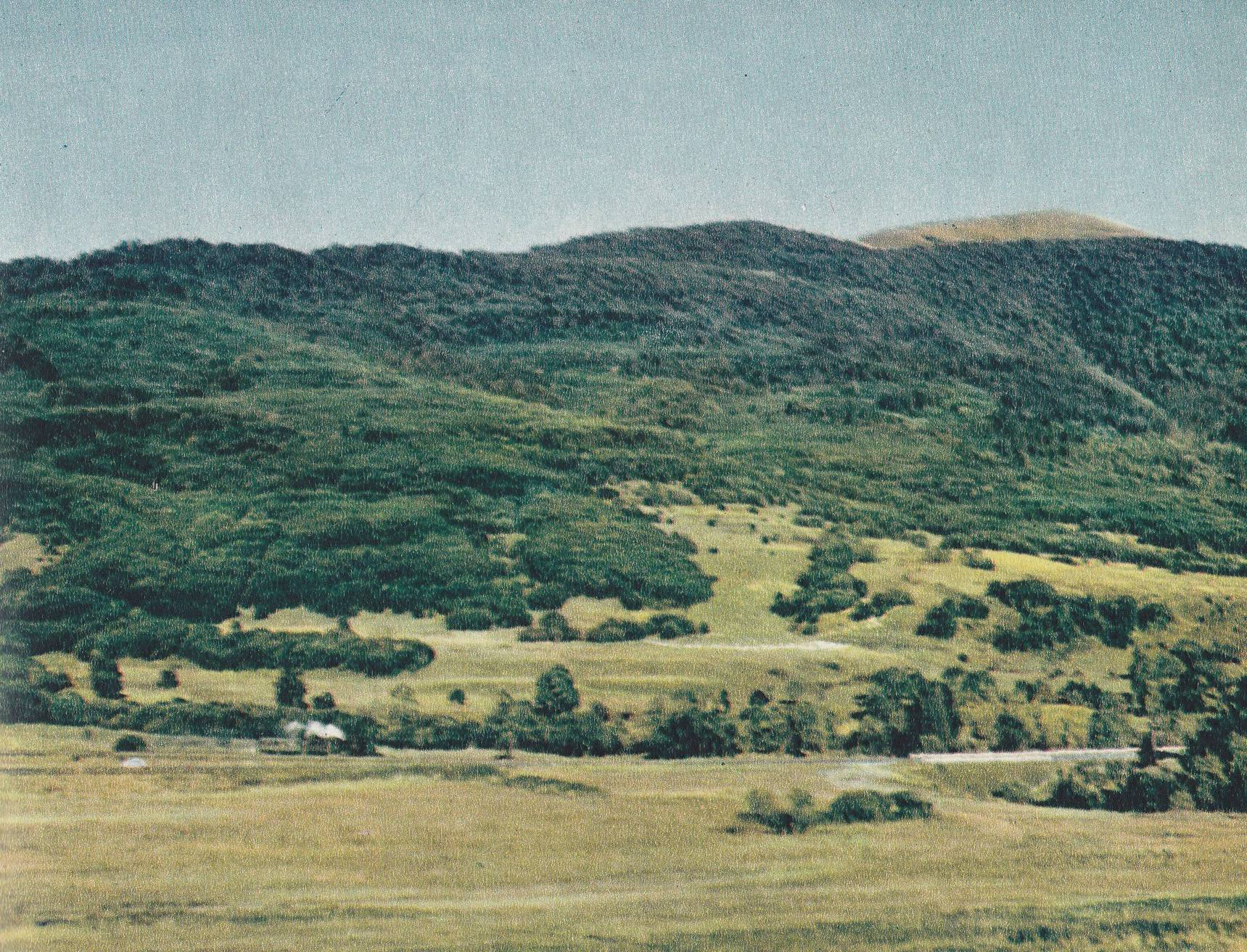
Bieszczadzka Kolejka Leśna przejeżdża przez Smerek u podnóża góry Smerek

Smerek (1222 m, inne źródło 1223 m) – szczyt w Bieszczadach Zachodnich w pobliżu wsi Smerek i Wetlina. Pod nazwą Smerek najczęściej jest opisywany na mapach i w przewodnikach. Na niektórych jednak mapach opisany jest pod nazwą Wysoka.

## Położenie i topografia
Smerek jest przedłużeniem na zachód grzbietu Połoniny Wetlińskiej. Granicą jest Przełęcz Mieczysława Orłowicza (1075 m n.p.m.), przez którą sąsiaduje on z Szarym Berdem. Na zachodzie grzbiet opiera się o doliny Wetliny i potoku Kindrat. Na północ odbiega z wierzchołka długi grzbiet, który między innymi poprzez Wysokie Berdo, Siwarnę, Połomę i Tołstą ciągnie się aż po Jezioro Solińskie, wcinając się pomiędzy doliny Sanu i Solinki. Zwornik usytuowany nieco na wschód wysyła ku północnemu wschodowi grzbiet Magurki opadający następnie do doliny Sanu, natomiast w kierunku południowym odchodzi ze szczytu ramię kulminujące w Stropie (1016 m n.p.m.). Północno-zachodnie stoki odwadnia Kindrat, dopływ Wetliny mający swoje źródło na zachód od wierzchołka Smereka, południowo-zachodnie zaś – Wetlina i jej spływające ze zboczy niewielkie dopływy. Na stoku północno-wschodnim położone są źródła potoków Hulski oraz Berdo.

## Opis szczytu
Do wysokości 1050–1100 m n.p.m. stoki są porośnięte lasem; wyżej występuje połonina. Smerek ma dwa wierzchołki. Oddzielone są trawiastym obniżeniem, które przez miejscową ludność nazywane było dawniej Dołyną, zaś bardzo stromy północny stok Smereka – Ścianą. Północny, wyższy wierzchołek jest oddalony o kilkadziesiąt metrów od południowego i występuje w nim tzw. szczelina tensyjna. Na udostępnionym dla turystów wierzchołku południowym znajduje się żelazny krzyż w miejscu, gdzie piorun zabił turystę. Krzyż powstał z inicjatywy proboszcza parafii w Cisnej w 1976 roku, dla uczczenia 600-lecia powstania Archidiecezji przemyskiej. Ze względu na zły stan techniczny krzyż został wymieniony. Nowy krzyż postawili mieszkańcy Wetliny, Smereka i Kalnicy 18 września 2018 roku. Instalacja ma upamiętniać rocznicę 100-lecia odzyskania przez Polskę niepodległości.
Połoniny znajdujące się na północnych stokach Smereka jeszcze do lat 40. XX wieku stanowiły własność Zgromadzenia Sióstr Miłosierdzia św. Wincentego à Paulo w Rajskiem.
Z rzadkich w Polsce gatunków roślin na Smereka rosną turzyca skąpokwiatowa i groszek wschodniokarpacki.

## Turystyka
Smerek znajduje się na terenie Bieszczadzkiego Parku Narodowego (BdPN) i w pobliżu Ciśniańsko-Wetlińskiego Parku Krajobrazowego. Z połonin Smereka rozciągają się szerokie panoramy widokowe na oba te parki. Na szczycie dostępnym dla turystów stoi metalowy krzyż. Widać stąd Połoninę Wetlińską, pasmo graniczne z Wielką Rawką i Riabą Skałą, Pasmo Łopiennika i Durnej, Wysoki Dział z Wołosaniem a także miejscowości Wetlina oraz Smerek.
Połoniny i jeden ze szczytów są dostępne dla turystów poprzez dwie krótkie trasy od strony zachodniej – żółtym szlakiem od strony wsi Wetlina (łagodne podejście przez Przełęcz Orłowicza) oraz czerwonym szlakiem od strony wsi Smerek (podejście z połoniny stromymi schodami). Możliwe jest również dłuższe podejście czerwonym szlakiem od strony miejscowości Brzegi Górne (poprzez cały szlak Połoniny Wetlińskiej). Do czerwonego szlaku można dojść również od północnego zachodu od Jaworca (czarnym szlakiem) oraz od północnego wschodu od Zatwarnicy (żółtym szlakiem).

## Piesze szlaki turystyczne
Główny Szlak Beskidzki na odcinku wieś Smerek – góra Smerek – Przełęcz Orłowicza – Połonina Wetlińska – Brzegi Górne:
- z Przełęczy Orłowicza 0.30 h (↓ 0.20 h), ze schroniska „Chatka Puchatka” 2.05 h (↓ 2.10 h),
- z miejscowości Smerek 2.40 h (↓ 2 h).

 Żółty szlak prowadzący do Przełęczy Orłowicza. Wetlina – Przełęcz Orłowicza – Suche Rzeki – Zatwarnica.